# Eremocosta striata
Espèce
Synonymes
- Datames striatus Putnam, 1883
- Datames cinerea Putnam, 1883

Eremocosta striata est une espèce de solifuges de la famille des Eremobatidae.

## Distribution
Cette espèce se rencontre aux États-Unis en Californie et en Arizona et au Mexique au Sonora,.

## Description
Le mâle décrit par Roewer en 1934 mesure 32 mm.

## Publication originale
- Putnam, 1883 : The Solpugidae of America: Papers of J. Duncan Putnam, arranged for publication by Herbert Osborn. Proceedings of the Davenport Academy of Natural Sciences, vol. 3, p. 249-310.